# Andestinamu
Andestinamu (latin: Nothoprocta pentlandii) er en fugleart, der lever i Andesbjergene.